# Maiorșciîna, Cernivți
Maiorșciîna (în ucraineană Майорщина) este un sat în comuna Babciînți din raionul Cernivți, regiunea Vinnița, Ucraina.

## Demografie
Componența lingvistică a localității Maiorșciîna
     Ucraineană (100%)
Conform recensământului din 2001, toată populația localității Maiorșciîna era vorbitoare de ucraineană (100%).